# Canal Indigo
Pour les articles homonymes, voir Indigo (homonymie).

Logo de 1996 à 2011

Canal Indigo est un service de télévision à la carte québécois afin de desservir les abonnés du câble numérique, lancée le 26 août 1996 et appartenant à Vidéotron.

## Description
Lancée en août 1996 en analogique, elle comble les besoins francophones de télévision à la carte, principalement pour des événements sportifs payants et des films récents. Les films étaient à l'affiche à Canal Indigo peu après leur sortie en VHS/DVD, durant quelques semaines avant de débuter à Super Écran.
En général, les versions haute définition coûtaient 1 $ de plus pour les films et 10 $ de plus pour les événements. En 2025, aucun événement n'est diffusé en 4K.
Les événements sportifs à Canal Indigo bénéficient de descripteurs francophones, parfois physiquement sur place. Il peut s'agir de la même équipe pour les services de télé à la carte de Bell et de Shaw Direct.

## Capital
La chaîne, détenue à 40 % par Astral Media par l'entremise de Viewers Choice Canada Inc., à 20 % par le Télé-Métropole Inc., à 20 % par TQS Inc. et à 20 % par Cogeco Radio Télévision Inc., a obtenu sa licence sous le nom Canal Première en décembre 1995. Elle a été lancée le 26 août 1996 et offrait une programmation exclusivement en français,.
Le 20 mars 2008, le Groupe TVA se portait acquéreur de la totalité de la chaîne. Puis le 1er décembre 2009, Vidéotron devient le nouveau propriétaire dans une réorganisation intrasociété de Québecor Média inc.

## Programmes
En février 2024, l'offre est réduite à deux canaux HD, un en français et un en anglais.
En septembre 2014, Canal Indigo propose, sur six canaux standards (cinq en français, un en anglais) et quatre canaux haute définition (trois en français, un en anglais), des films en primeur peu après leur sortie en salles de cinéma et en location 24 heures sur 24, ainsi que des spectacles d'humour, du sport en direct, et des films pour adultes.
Devant l'abondance de services de vidéo à la demande au cours des années 2010 et 2020, Indigo est principalement utilisé pour les événements sportifs en direct. Toutefois, quelques films populaires et plusieurs films pour adultes sont proposés.

## Canaux et fonctionnement

### Vidéoway
Lors de son lancement en août 1996 chez Vidéotron, sur le canal de bandes annonces (canal 6 pour Montréal), un billet de couleur différente (ex. : jaune pour une comédie, rouge pour action, vert pour horreur, bleu pour drame/suspense et noir pour érotisme) et semi-transparente couvrait le tiers du bas de l'écran et affichait les heures de début de chaque film, parfois aux 30 minutes, dépendant du nombre de films, leur durée et le nombre de chaînes offertes par le câblodistributeur. Techniquement, les films était diffusés via trois, puis huit canaux analogiques brouillés placés stratégiquement à des positions libres au-delà des canaux de base et Télémax, invisibles pour le client Vidéoway, précédemment utilisés pour le canal intéractif (TVI) de Vidéoway. 
En appuyant sur la touche F4 sur la télécommande du terminal Vidéoway, une liste des films apparaissait à l'écran. Un film pouvait être commandé jusqu'à 4 heures d'avance. En choisissant un film et l'heure de diffusion, le client devait donc composer un numéro de téléphone sans frais ainsi que le code unique apparaîssant à l'écran, puis entrer le numéro de confirmation de quatre chiffres entendu sur sa télécommande Vidéoway. Le processus de commande était similaire chez les autres fournisseurs. Quelques minutes avant l'heure prévue, le client devait syntoniser le canal de bandes-annonces, qui fut alors substitué par le canal débrouillé présentant le film commandé. Le canal affichait une minuterie et le film démarrait habituellement cinq minutes après l'heure prévue en présentant un montage des films à venir, laissant une période de grâce pour les retardataires. Quelques minutes après la fin du film, le canal de bandes-annonces revenait à sa position d'origine.
Au cours des années 2000, le nombre de canaux analogiques de Canal Indigo fut réduit et les abonnés étaient invités à s'abonner à la télé numérique pour plus de choix.

### Illico
Sur le terminal numérique de Vidéotron (lancé en 1999), le canal de bandes annonces Indigo se trouve au canal 300, et le client doit soit utiliser le guide horaire ou syntoniser à travers les canaux 301 et plus pour trouver le film et l'heure de diffusion désirée. En appuyant sur le bouton "B" pour commander, il faut entrer un code NIP à quatre chiffres (par défaut 0000). À l'heure prévue, le client doit syntoniser le canal choisi.
Jusqu'au 1er janvier 2005 à 20 h 41, un choix impressionnant de 39 canaux Canal Indigo étaient disponibles. Un problème technique a paralysé les serveurs vidéo et quelques jours plus tard, neuf canaux Indigo étaient remis en service temporairement. Le 1er juin 2005, Canal Indigo revenait avec 24 canaux disponibles. Le 1er août 2007, par suite de la popularité croissante du service Vidéo Sur Demande de Vidéotron et du besoin d'espace sur le réseau, Canal Indigo est réduit à douze canaux. Lors du lancement de Canal Indigo HD 24 heures le 1er novembre 2008, Canal Indigo est offert sur onze canaux standards et un canal HD.
Après la fermeture du service Viewers Choice le 30 septembre 2014, Canal Indigo a ajouté une chaîne standard et une chaîne haute définition en langue anglaise, et réduit son offre à cinq chaînes standard en français.

### Canal Indigo HD
Une première tentative de lancement de Canal Indigo haute-définition (HD) a eu lieu le 12 décembre 2003 au canal 661 sur Illico pour la présentation de l'émission spéciale Hot Parade 2 en HD animée par Anne-Marie Losique. Quelques mois plus tard, le canal 661 disparut et fut remplacé.
La deuxième tentative de lancement de Canal Indigo HD a eu lieu le 22 août 2008 au canal 750 sur Illico et canal 500 chez Cogeco Québec à l'occasion du spectacle de Céline Dion sur les Plaines pour les festivités du 400e anniversaire de Québec. Le canal HD a été utilisé de nouveau le 24 octobre 2008 pour le match de boxe opposant Lucian Bute à Librado Andrade. Le 1er novembre 2008, Canal Indigo HD devient un service 24 heures et propose des films d'Hollywood, des évènements en direct ainsi que des films pour adultes en Haute Définition. Le 14 mars 2012, un deuxième canal HD d'Indigo devient disponible. Un troisième canal HD a été lancé le 23 janvier 2013, proposant uniquement des films pour adultes. Une chaîne HD en anglais a été ajoutée à la fin septembre 2014.

### Distributeurs
À l'hiver 2010, Canal Indigo est offert via ces fournisseurs :
Par câble :
- Vidéotron Ltée
  - Câblevision HSL
  - Câblevision T.R.P.
  - Cablovision Warwick
  - Coopérative des Câblodistributeurs de l'Arrière Pays
- Cogeco Câble
  - DERYtelecom
  - Coop câblodistribution de Saint-Henri-de-Taillon
  - Coop câblodistribution Notre-Dame-des-Monts
  - Coop de câblodistribution Sainte-Catherine-Fossambault
  - Télé-Câble Albanel Inc
  - Coop câblodistribution Saint-Fidèle
  - Shannon Vision
  - Télé-Câble Saint-Hilarion
  - Transvision Cookshire
  - Câble Axion
- Cooptel
- Sogetel

Canal Indigo a aussi été disponible à partir du 17 juillet 1998 via satellite par Shaw Direct, mais ils ont depuis remplacé par leur propre service de télévision à la carte le 27 décembre 2007.
Canal Indigo était aussi disponible à partir du 18 janvier 1999 par Look Communications, jusqu'au 15 novembre 2009.